# Ascites
Ascites, též hydroperitoneum, zřídka vodnatelnost břišní, je stav, při kterém se v břišní dutině hromadí tekutina. Může se jednat o zánětlivý (exudát) či nezánětlivý výpotek (transudát), který se postupně hromadí v břišní dutině a je-li tekutiny větší množství, způsobuje zvětšení dolní části břicha, hlavně v krajině pupku, tlačí na bránici a omezuje dýchání.

## Příčiny
Nezánětlivý výpotek vzniká při porušení rovnováhy mezi onkotickým tlakem uvnitř cév a hydrostatickým tlakem, který vytlačuje krevní plazmu ven z cévy. Ascites v tomto případě vzniká, je-li množství proteinů (hlavně albuminu) v krvi nižší, nebo je-li tlak v cévách v břišní dutině vyšší (v důsledku např. portální hypertenze, zpětného srdečního selhání či podvýživy). Plazma proniká skrze stěnu cév a vzniklá tekutina se hromadí v břišní dutině.
Nejčastěji vzniká v důsledku jaterního selhání, často při cirhóze jater a portální hypertenzi, kdy je ve vrátnicové žíle zvýšený krevní tlak. Další příčinou může být srdeční selhání, kachexie, a nepříliš často venookluzivní nemoc, trombóza portální žíly či Buddův-Chiariho syndrom a další.
Ascites, při kterém je tekutina zánětlivým výpotkem, vzniká v důsledku malignit uvnitř břišní dutiny, při tuberkulóze, zánětu slinivky břišní či zánětu pobřišnice.

## Důsledky a komplikace
Kýly jsou častou komplikací ascitu o větším objemu. Vznikají působením zvýšeného nitrobřišního tlaku na břišní stěnu. Její zeslabená místa (oblast tříselného kanálu, pupek, bránice, jizvy, aj.) se pak vyklenují v novou dutinu, kýlu, kam může vyhřeznout obsah dutiny břišní a zde uskřinout. Nejčastější je kýla pupečníková.
Prasknutí ascitu nejspíše právě v oblasti kýly může znamenat i život ohrožující komplikaci. Když se ascites vytváří, nastává v cévním systému nová rovnováha mezi tlaky (onkotickým i hydrostatickým) v tepnách, žilách a mezibuněčným prostorem. Při jednorázovém vylití tekutiny mimo tělo má tento systém tendenci ztracenou rovnováhu opět nastolit, proto se ascites rychle doplňuje téměř až do svého původního objemu. Tento rychlý přesun tekutiny z krve do dutiny břišní vede při velkých objemech (závažném ascitu) k hypovolemickému šoku a musí se rychle řešit náhradou roztoku albuminu, krevní plazmy, krve nebo plazmaexpandéry.
Pickwickův syndrom bývá častěji spojen s obezitou. Obezita i ascites mají společné to, že tlačí zespoda na bránici, která se pak nemůže při dýchání přirozeně stahovat dolů a tak zvětšovat objem plic. Následkem je chronická respirační insuficience (dlouhodobé ztížené dýchání) spojená s chronickou hypoxémií (sníženou hladinou kyslíku v krvi), popř. až hyperkapnií (zvýšenou hladinou oxidu uhličitého v krvi). Tato pak způsobuje ospalost nemocného.
Refluxní ezofagitida znamená zánět sliznice dolní části jícnu způsobený dlouhodobým vracením agresivního kyselého obsahu žaludku zpět do jícnu. Tato skutečnost navazuje opět na zvýšený nitrobřišní tlak, který samozřejmě zvyšuje i tlak v žaludku.
Spontánní peritonitida je zánět pobřišnice, který vznikne nejčastěji přestupem střevních bakterií přes oslabenou střevní stěnu.

## Terapie

### Lehký a středně těžký ascites
Lehký a středně těžký ascites je léčen cestou konzervativní. Spočívá v omezení příjmu sodíku, protože ten zvětšuje objem krve a zvyšuje tak arteriální krevní tlak. Sodíku se lze též zbavit podáváním diuretik, látek podporujících močení a tím snižujících tlak krve a objem otoků. Při lehčím ascitu se podává spironolakton, při těžším pak silně působící furosemid, jenž lze též výhodně kombinovat s thiazidy. Zároveň s touto léčbou je nutné řešit samotnou příčinu ascitu (cirhóza, jiná portální hypertenze, hypoalbuminémie, ledvinné selhání, aj.).

### Refrakterní ascites
Refrakterní ascites na běžnou konzervativní léčbu nereaguje. Zde je nutno přikročit k radikálnějším postupům. Paracentéza je terapeutická punkce ascitu. Břišní dutina se jednoduše napíchne jehlou (punktuje), ascites se postupně upouští (max. 2 l / 30 min.) a nutně se musí doplňovat infuzí plazma nebo roztok bílkoviny albuminu. TIPS je zkratka pro nezatěžující operační výkon, při kterém se vytvoří zkrat (spojka) mezi vrátnicovou žilou (portální žilou) a jaterní žilou, která navazuje rovnou na dolní dutou žílu. Tímto lze elegantně vyřešit jednu z nejčastějších příčin refrakterního acitu, portální hypertenzi. Pokud není refrakterní ascites infikovaný, zánětlivý, lze ho též řešit tzv. reinfuzí ascitu. Jak z názvu vyplývá, dutina výpotku se napojí přímo na žilní řečiště a ten pak zmenšuje svůj objem. Krajním řešením ascitu způsobeným poškozením jater (cirhozou) je pak transplantace jater.